# 伊藤修 (参議院議員)
伊藤 修（いとう おさむ、1896年3月30日 - 1969年6月14日）は、日本の弁護士、政治家。参議院司法委員長および法務委員長（初代）。

## 経歴
名古屋市生まれ。1921年、日本大学法科卒。1922年、弁護士となる。中部日本農民組合および日本農民組合岐阜県連の常任顧問、岐阜市会議員、東亜興業、旭炭鉱、関東重工業、三富士製作所、朝日精機、旭電気工業および日本社会公論の社長、日本社会新聞岐阜県総局長、社会文化大学名誉学長、富田高等女学校理事、岐阜弁護士会会長、岐阜地方裁判所調停委員。1952年、右派社会党岐阜県連委員長。青年民主主義擁護連盟本部会長。浄土真宗。東京都新宿区下落合に龍山荘を構えていた。
1966年4月の春の叙勲で勲二等に叙され、瑞宝章を受章する。
1969年6月14日、死去した。73歳没。同月17日、特旨を以て位記を追賜され、死没日付をもって従四位に叙された。

## 選挙
- 1927年、岐阜県会議員に立候補し落選[1]。
- 戦前において岐阜市会議員を務める[1]。
- 1947年、第1回参議院議員通常選挙岐阜地方区より立候補し当選（日本社会党）[11]。
- 1953年、第3回参議院議員通常選挙岐阜地方区に立候補するも落選（右派社会党）[11]。
- 1959年、第5回参議院議員通常選挙全国区に立候補するも落選（無所属）[11]。

## 活動
参議院法務委員長として、昭和電工事件の委員会審議（検察及び裁判の運営等に関する調査会）にあたった。1950年、委員長から外れた。1952年、破壊活動防止法案に反対した。
1955年、『憲法を如何に改正すべきか』を著し、日本国憲法全般にわたる改正論の論点に触れつつ、独自の憲法改正論を展開した。なお、巻末に「自衛權と戰爭放棄を論ず」「國政調査権と司法權の獨立について」という論文がある。
他の著書に『人身保護法論』、『会社更生法論』、『破壊活動防止法論』、『自衛権論』がある。
スイスの平和会議に日本代表として出席、欧米各国を視察した。

## 著書
- 伊藤修『人身保護法論』良書普及会、1949年。
- 伊藤修『会社更生法 : 解説と審議録』國際聯合通信社、1952年6月。 NCID BN02792492。
- 伊藤修『憲法を如何に改正すべきか』国政調査研究所、1955年1月。ASIN B000JB428Q。

## 論文
- 「国政調査権と司法権の独立-上-」『国会』第2巻第8号、1949年8月、19-24頁、NAID 40001393179。
- 「国政調査権と司法権の独立-中-」『国会』第2巻第9号、1949年9月、16-21頁、NAID 40001393135。
- 「国政調査権と司法権の独立-下-」『国会』第2巻第10号、1949年10月、10-18頁、NAID 40001393190。
- 「スイスの永世中立と日本の治安」『国会』第4巻第2号、1951年2月、10-15頁、NAID 40001393154。
- 「破壊活動防止法案になぜ反対したか?」『国会』第5巻第8号、1952年8月、16-22頁、NAID 40001393036。
- 「国政調査権と司法の独立について」『法律新報』第754号、1952年、33-38頁。
- 「自衛権と戦争放棄を論ず」『社会思潮』第5巻第3号、1951年4月、4-16頁。
- 「破防法になぜ反対したか」『法律のひろば』第5巻第10号、ぎょうせい、1952年10月、25-28頁。